# Otrok
Otrok, Atrok ou Atraka (Russe : Атрак ; Géorgien : ათრაქა) est un khan couman du XIIe siècle qui joua un rôle dans la principauté de Kiev, ainsi qu'en Géorgie où il est connu sous le nom d'« Atraka, fils de Sharagan » (ათრაქა შარაღანის ძე).
Fils du khan Sharukan, il participe aux guerres féodales russes et est battu vers 1110 par le prince de Pereïaslavl, Vladimir Monomaque. À la tête de 40 000 Coumans, il décide de se replier dans le Caucase où il se met au service du royaume de Géorgie, alors menacé par les Seldjoukides. En 1118, il noue une alliance avec le roi David IV de Géorgie et lui donne en mariage sa fille qui sera rebaptisée Gu(a)randukht. Païen, il accepte de se convertir au christianisme.
En 1121, à la bataille du Mont Didgori, les Coumans d'Otrok contribuent à la victoire décisive du roi David IV sur les Seldjoukides d'Il Ghazi.
Selon la Chronique Ipatiev, après la mort du prince russe Vladimir Monomaque en 1125, Sirchan, khan des Polovtses du Don et frère d'Otrok, envoie le chanteur Oria à Otrok pour lui demander son retour. La légende raconte que lorsque Otrok entend la chanson d'Oria et sent l'herbe des steppes, il devient nostalgique de la vie nomade et quitte finalement la Géorgie pour rejoindre son frère avec une partie des Polovtses.
Son fils Kontchak deviendra khan des Polovtses vers le milieu du XIIe siècle.